# Teucholabis (Teucholabis) venezuelensis
Teucholabis (Teucholabis) venezuelensis is een tweevleugelige uit de familie steltmuggen (Limoniidae). De soort komt voor in het Neotropisch gebied.